# Iris Robinson
Pour les articles homonymes, voir Robinson.
Iris Robinson est une femme politique britannique née le 6 septembre 1949 à Belfast.

## Biographie

### Enfance et formation
Elle est née le 6 septembre 1949 à Belfast.
Elle étudie au Cregagh Primary School, Knockbreda Intermediate School at à la Cregagh Technical College avant de devenir secrétaire.

### Carrière
Elle est élue conseillère DUP au conseil municipal de Castlereagh en 1989. Elle devient la première femme maire de l’arrondissement en 1992.
Elle est élue à l’Assemblée d’Irlande du Nord en 1998 et devient députée de Strangford en 2001, prenant le siège de l’UUP.
En décembre 2009, elle déclare qu’elle quitte la politique après avoir admis qu’elle luttait contre une dépression grave.

### Vie privée
Elle épouse Peter Robinson en 1970 et le couple a trois enfants, deux garçons et une fille.